# Dillon's Rolling Western: The Last Ranger
Dillon's Rolling Western: The Last Ranger (ザ・ローリング・ウエスタン 最後の用心棒, The Rolling Western: Saigo no Yōjinbō) est un jeu vidéo de type action-aventure et tower defense développé par Vanpool et édité par Nintendo, sorti en 2013 sur Nintendo 3DS. Il est sorti exclusivement sur le Nintendo eShop.
Le jeu fait suite à Dillon's Rolling Western et précède Dillon's Dead-Heat Breakers.

## Accueil
- IGN : 6,7/10[1]